# Cabezón de Valderaduey
Cabezón de Valderaduey è un comune spagnolo di 45 abitanti situato nella comunità autonoma di Castiglia e León.